# Vuelo 7 de Qantas

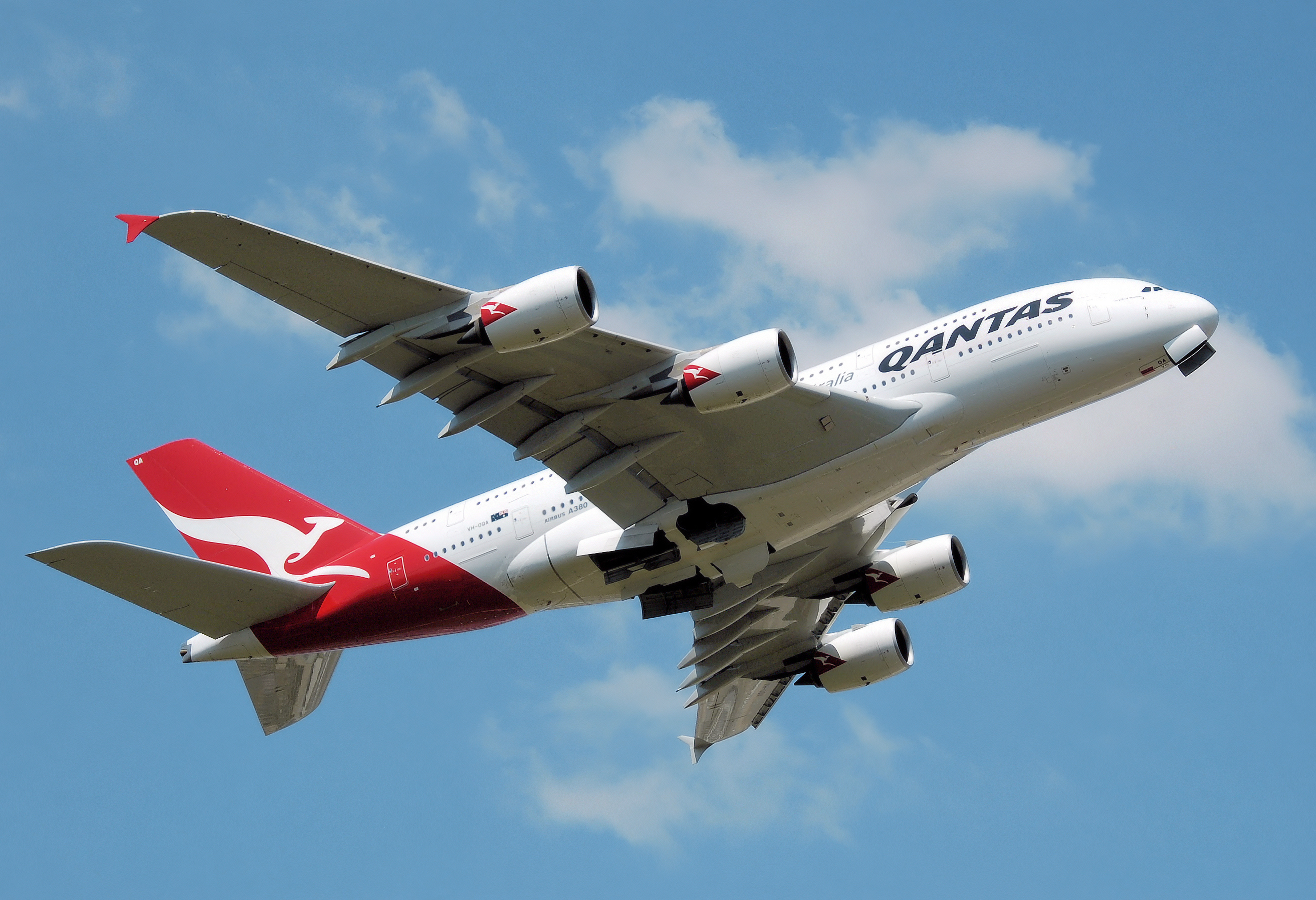
Airbus A380 de Qantas

El vuelo 7 de Qantas (QF7) es, desde el 24 de noviembre de 2013, el segundo vuelo comercial regular más largo por distancia del mundo, se origina en el aeropuerto de Sídney (Kingsford Smith) y finaliza en el Aeropuerto Internacional de Dallas / Fort Worth. Dallas es el mayor centro de operaciones del socio de Qantas de la alianza Oneworld, American Airlines. El vuelo dura 15.5 horas con un recorrido total de 8.578 millas (13.804 kilómetros). El vuelo es programado todos los días, sale de Sídney a las 13:35 AEST (20:35 CDT) y aterriza en Dallas a las 13:45 CDT (06:45 GMT).
La aerolínea australiana reemplazó los aviones Boeing 747-400 que utilizaba desde 2011 en su vuelo entre Sídney a Dallas con el Airbus 380, de doble piso.
La ruta es la segunda más larga del planeta, luego de que a principios del 2014, Singapur Airlines dejara de volar entre Singapur y Newark.
El Airbus 380 es capaz de transportar 520 pasajeros, 100 más que el Boeing 747 y ofrece un mayor rendimiento de combustible. El A380 está configurado en 14 asientos en primera, clase ejecutiva con 64 plazas, premium economy con 35 asientos, y clase económica con 371 asientos.